# Diphyus comes
Diphyus comes là một loài tò vò trong họ Ichneumonidae.